# Robert McNamara
Robert Strange McNamara (9 tháng 6 năm 1916 – 6 tháng 7 năm 2009) là nhà chính trị, Chủ tịch Tập đoàn Ford Motor Co, và là Bộ trưởng Bộ Quốc phòng Hoa Kỳ nhiệm kỳ 1961–1963 và 1963–1968, sau đó là Chủ tịch Nhóm Ngân hàng Thế giới nhiệm kỳ 1968–1981.
Ông là tác giả của phòng tuyến quân sự mang tên Hàng rào điện tử McNamara tại vùng phi quân sự giữa hai chính phủ đối lập trong Chiến tranh Việt Nam (Việt Nam Dân chủ Cộng hòa và Việt Nam Cộng hòa), nhằm mục đích ngăn chặn quân đội Nhân dân Việt Nam đưa quân vào chiến trường miền Nam Việt Nam.

## Nhận định
Theo nhận định của BBC, McNamara là Bộ trưởng Quốc phòng Hoa Kỳ thâm niên lâu nhất từ trước tới nay và được coi là "kiến trúc sư trưởng" của chiến tranh Việt Nam, ông đã thực hiện một cuộc "cách mạng trong quản lý" (dùng máy tính điện tử và đưa vào toàn bộ kiến thức về công nghệ, thống kê, vũ khí và tổ chức vào cuộc chiến), tuy nhiên "cách tiếp cận kỹ thuật của McNamara đối với các vấn đề quân sự có thể phù hợp trong cuộc đối đầu với Liên Xô, nhưng lại dẫn đến các sai lầm khủng khiếp tại Việt Nam". Cũng theo BBC, trong thời gian làm việc tại Ngân hàng Thế giới, "McNamara không giấu tham vọng là ông muốn cho các nước nghèo vay nhiều hơn, và các nước công nghiệp phát triển phải mở hầu bao hào phóng hơn" cũng như thay đổi xu hướng cho vay của ngân hàng từ các ngành công nghiệp nặng sang các lĩnh vực cơ bản như nông nghiệp và kiểm soát dân số... Khi ông kết thúc công việc tại đây năm 1981, ngân hàng này cho vay 250 khoản tổng trị giá 11,7 tỷ đô la, so với khoảng 60 hợp đồng với tổng trị giá 954 triệu đô khi ông bắt đầu công việc tại đây.
Ông mất ngày 6 tháng 7 năm 2009 hưởng thọ 93 tuổi.